# Objetí

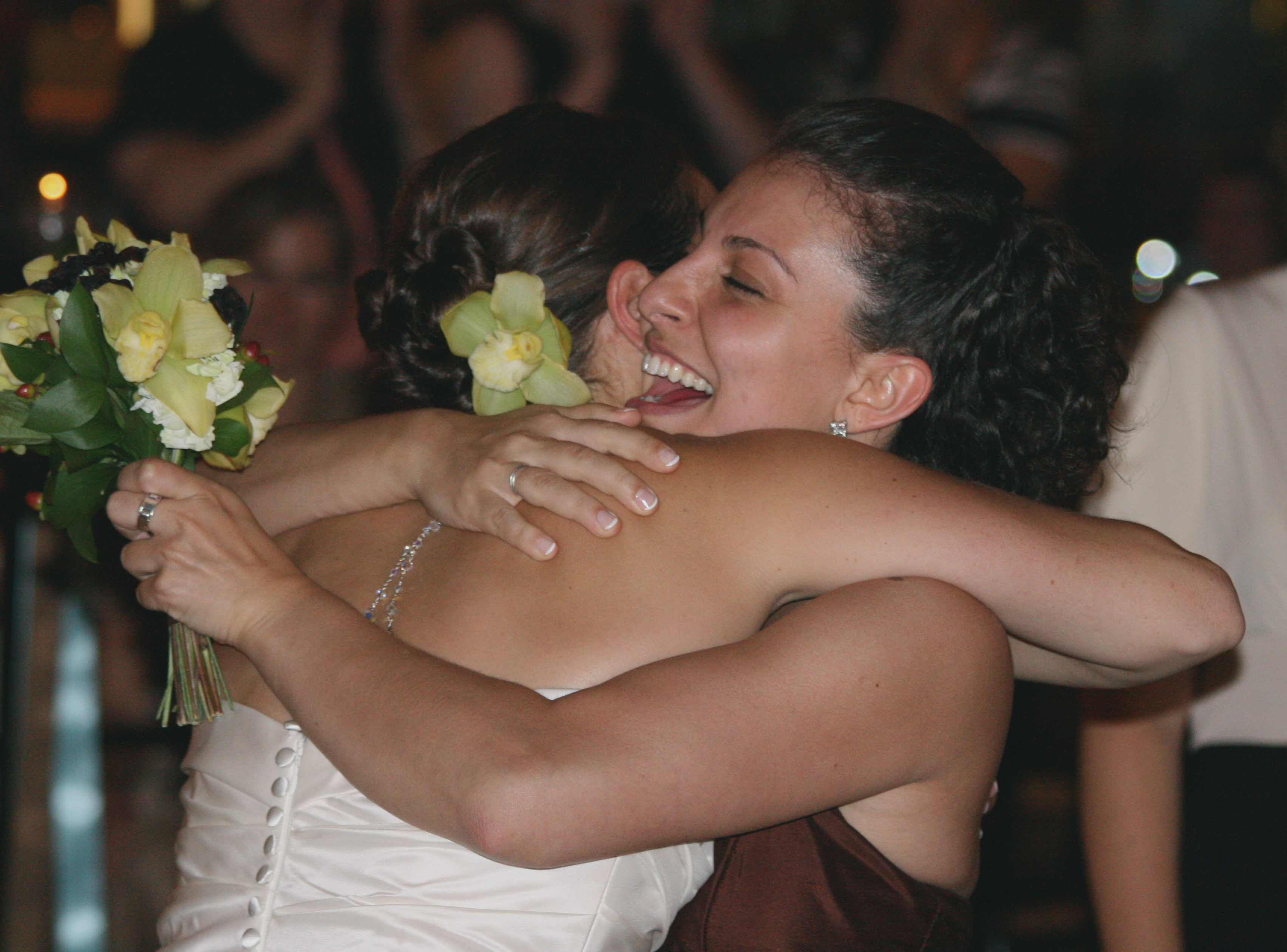
Radostné objetí na svatbě mezi dvěma ženami

Objetí či obejmutí je forma nonverbální komunikace, při které člověk sevře druhého v náručí – položením svým paží okolo jeho ramenou, případně pasu, na vyjádření své náklonnosti a absence nepřátelství. Patří mezi projevy fyzické intimity a může být doprovázeno polibkem, stisknutím těla druhého, poplácáním, dotykem tváří či intenzivním očním kontaktem. Může být použito jako pozdrav i při loučení, nebo jako vyjádření útěchy a sounáležitosti. V západní kultuře se zpravidla omezuje na nejbližší rodinné příslušníky a přátele. Objímání je důležitou formou komunikace i mezi primáty, především jako pozdrav.
Během objetí je do lidského těla vylučován hormon oxytocin, přezdívaný „hormon lásky“, jež posiluje optimismus, vzájemnou důvěru i sebevědomí, snižuje stres, pocity úzkosti i krevní tlak. Formální objetí však naopak může hladinu stresu zvýšit. Objetí také zvyšuje odolnost vůči infekcím a chladu, a zmírňovat příznaky nemocí. 

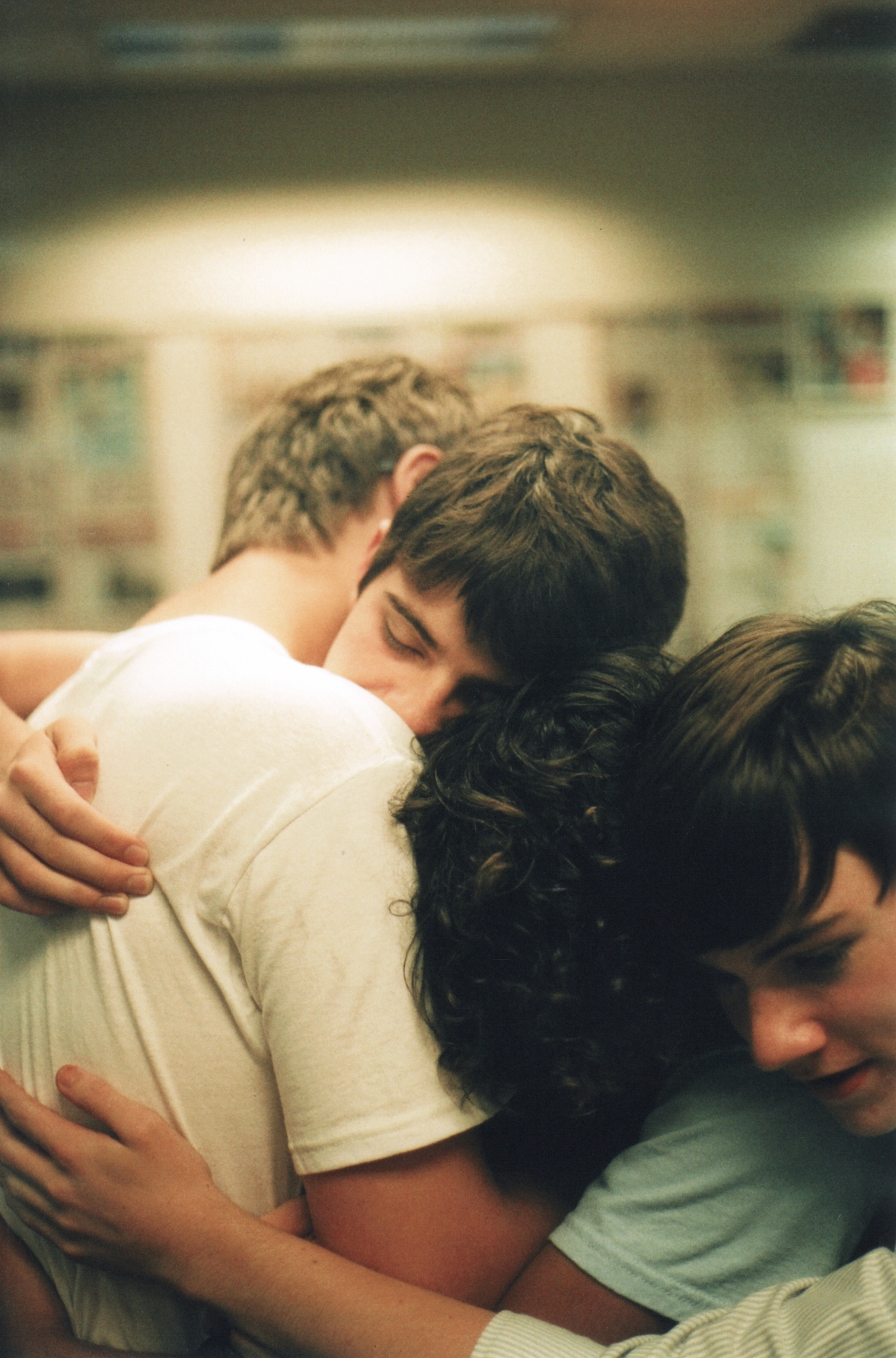
Objetí mezi několika mladými muži

Objetí je ústřední prvkem metody nazývané terapie pevným objetím a obdobnou attachment therapy „terapie citové vazby“ založené na teorii citové vazby, jež jsou však považovány za pseudovědecké a nebezpečné, obzvláště k léčbě dětského autismu.
U lidí je známo také objímání stromů, spojené například s indickým environmentálním hnutím Čipko, jehož členové objímali stromy, jež měly být pokáceny, jako formu protestu. Hnutí navazovalo na snahu členů višnuistické sekty bišnoiů ochránit v roce 1730 háj ve vesnici Kherjali, jež skončil masakrem více než tří set jejích členů. Objímání stromů získalo také na oblibě mezi Islanďany v době pandemie covidu-19 jako náhrada za objímání lidí.